# Маккартен, Энтони
Энтони МакКартен (англ. Anthony McCarten; родился в 1961 году) — романист, драматург, телевизионный писатель и кинорежиссёр из Новой Зеландии. Он наиболее известен тем, что написал биографические фильмы «Вселенная Стивена Хокинга» (2014), «Тёмные времена» (2017) и «Богемская рапсодия» (2018).

## Ранние годы
Родился 28 апреля 1961 года Нью-Плимуте (Новая Зеландия). После окончания школы два года работал репортёром в газете «Таранаки Геральд». После он окончил Университет Мэсси (Massey University), затем учился в Университете Виктории в Веллингтоне. Живя в Веллингтоне в 1980-х годах, он выиграл место на курсе Билла Манхира. Он также начал писать пьесы.

## Карьера
В 1987 году состоялась премьера спектакля «Ночь женщин» (Ladies`night), поставленном по пьесе, написанной Энтони МакКартеном, Стефаном Синклером и Жаком Колларом. Эта пьеса стала самой популярной в Новой Зеландии и переведена на несколько европейских языков.
В 1999 году был опубликован дебютный роман «Лжецы» (Spinners), который вошёл в список 10 лучших романов года по версии журнала «Esquire». Потом были «Английский гарем» (The English Harem, 2002), «Смерть супергероя» (Death of a Superhero, 2006) и «Show Of Hands» (|2008). Все эти романы экранизированы.
В 2008 году дебютировал как режиссёр, сняв фильм «Демонстрация рук» (Show of Hands). Также в роли режиссёра выступил в фильме «Богемская рапсодия» (2018).

## Награды и премии
В 2015 году получил номинации на премию «Оскар» в категориях Лучший фильм («Вселенная Стивена Хокинга») и Лучший адаптированный сценарий («Вселенная Стивена Хокинга»), также получил награду Британской киноакадемии BAFTA-2015 за лучший адаптированный сценарий.
В 2018 году был номинирован на премию Британской киноакадемии BAFTA в категориях: Лучший фильм премия имени Александра Корды за самый выдающийся британский фильм года («Тёмные времена»).

## Романы
- «Ночь женщин» (Ladies`night)
- «Лжецы» (Spinners)
- «Английский Гарем» (The English Harem, 2002)
- «Смерть супергероя» (Death of a Superhero, 2006)
- «Демонстрация рук» (Show Of Hands, 2008)

## Нехудожественная литература
- «Самый темный час — как Черчилль вывел нас из края» (2017)

## Фильмы
- Ноктюрн в номере (1992) (короткий)
- Пух (1995) (короткий)
- Через спутник (1999)
- Английский гарем (2005) (адаптация ТВ)
- Демонстрация рук (2008)
- Смерть супергероя (2011)
- Вселенная Стивена Хокинга (2014)
- Тёмные времена (2017)
- Богемская рапсодия (2018)
- Два Папы (2019)

## Награды и номинации
| Премия                        | Год  | Фильм/Сериал                | Категория                      | Результат |
| ----------------------------- | ---- | --------------------------- | ------------------------------ | --------- |
| «Оскар»                       | 2015 | «Вселенная Стивена Хокинга» | Лучший фильм                   | Номинация |
| «Оскар»                       | 2015 | «Вселенная Стивена Хокинга» | Лучший адаптированный сценарий | Номинация |
| «Оскар»                       | 2018 | «Тёмные времена»            | Лучший фильм                   | Номинация |
| «Оскар»                       | 2020 | «Два Папы»                  | Лучший адаптированный сценарий | Номинация |
| «Золотой глобус»              | 2020 | «Два Папы»                  | Лучший сценарий                | Номинация |
| BAFTA                         | 2015 | «Теория всего»              | Лучший фильм                   | Номинация |
| BAFTA                         | 2015 | «Теория всего»              | Лучший британский фильм        | Победа    |
| BAFTA                         | 2015 | «Теория всего»              | Лучший адаптированный сценарий | Победа    |
| BAFTA                         | 2018 | «Тёмные времена»            | Лучший фильм                   | Номинация |
| BAFTA                         | 2018 | «Тёмные времена»            | Лучший британский фильм        | Номинация |
| BAFTA                         | 2019 | «Богемская рапсодия»        | Лучший британский фильм        | Номинация |
| BAFTA                         | 2020 | «Два папы»                  | Лучший британский фильм        | Номинация |
| BAFTA                         | 2020 | «Два папы»                  | Лучший адаптированный сценарий | Номинация |
| «Выбор критиков»              | 2015 | «Теория всего»              | Лучший адаптированный сценарий | Номинация |
| «Выбор критиков»              | 2020 | «Два папы»                  | Лучший адаптированный сценарий | Номинация |
| «Спутник»                     | 2015 | «Теория всего»              | Лучший адаптированный сценарий | Номинация |
| «Спутник»                     | 2019 | «Два папы»                  | Лучший адаптированный сценарий | Номинация |
| Премия Гильдии продюсеров США | 2015 | «Теория всего»              | Лучший фильм                   | Номинация |